# The World of Mercy
「The World of Mercy」（ザ・ワールド・オブ・マーシー）は、日本のロックバンドDIR EN GREYの楽曲で、メジャー30枚目のシングル。2019年9月18日にリリース。

## 概要
前年にリリースされた、10thアルバム『The Insulated World』の世界観を締め括る立ち位置のシングル。そのため、次作の11thアルバム『PHALARIS』には収録されていない。
長尺のシングルとしては、3枚同時リリースメジャーデビューシングルの一つ「アクロの丘」を超える演奏時間でもある。バンドのシングルの定義というものを壊していくという前提の中、京の提案から10分という長編の枠組みを定め、薫とShinyaの原曲を合体させて誕生させた。京はまたPV監督の近藤廣行と共に緻密なやり取りを経て、歌詞とリンクしたミュージッククリップが制作されている。
ミキシングは3トラック目を除き、アルバム『The Insulated World』に引き続きダン・ランカスター、全てのマスタリングはブライアン・ガードナーが担当している。Die曰く、表題曲はインパクトだけではなく押し引きや侘び寂びさも兼ね備えているため、メンバーと現地のエンジニアとのお互いの解釈をすり合わせていく為のやり取りが緻密で大変だったとのこと。
特殊パッケージ仕様の2枚組で、特典ディスク(Blu-ray・DVD)にLIVE映像として『TOUR19 The Insulated World』より、 2019年4月15日の 新木場STUDIO COAST公演より、「人間を被る」「Ranunculus」を含む10曲と、「The World of Mercy」の制作現場を始めとした舞台裏の様子を収めた映像を収録した【完全生産限定盤】、前者に収録される同公演より3曲と「The World of Mercy(Scenes From Recording)」を収録したDVDが付く【初回生産限定盤】、シングルCDのみの【通常盤】の、3種類で展開される。

## 記録
オリコン週間ランキング(2019年09月30日付)では、初週で12,704枚を売り上げ、8位を記録。通算30作目となるトップ10入りを果たした。

## 収録曲
Disc 1
1. The World of Mercy
2. DOZING GREEN (Acoustic Ver.)
3. GRIEF [LIVE]
Live Take at SHINKIBA STUDIO COAST on April 16, 2019

Disc 2【DVD】（初回生産限定盤）
TOUR19 The Insulated World 2019.04.15 SHINKIBA STUDIO COAST
1. 人間を被る
2. Ranunculus
3. 鬼眼

＜IN-STUDIO FOOTAGE＞
1. The World of Mercy (Scenes From Recording)

Disc 2【Blu-ray or DVD】（完全生産限定盤）
TOUR19 The Insulated World 2019.04.15 SHINKIBA STUDIO COAST
1. 谿壑の欲
2. 人間を被る
3. 理由
4. Ash
5. 赫
6. Ranunculus
7. 軽蔑と始まり
8. Values of Madness
9. 鬼眼
10. THE DEEPER VILENESS

＜IN-STUDIO FOOTAGE＞
1. The World of Mercy (Scenes From Recording)